# Tabanus monoculus
Tabanus monoculus är en tvåvingeart som beskrevs av Carl Ludwig Doleschall 1858. Tabanus monoculus ingår i släktet Tabanus och familjen bromsar. Inga underarter finns listade i Catalogue of Life.